# Twierdzenie Craméra-Wolda
Twierdzenie Craméra-Wolda – twierdzenie opublikowane w 1936 roku przez szwedzkich matematyków H. Wolda i H. Craméra mówiące, że ciąg wektorów losowych {\displaystyle (\xi _{k})_{k\in \mathbb {N} }} (określonych na tej samej przestrzeni probabilistycznej i wartościach w {\displaystyle \mathbb {R} ^{n}}) jest zbieżny według rozkładu do wektora losowego {\displaystyle \xi } wtedy i tylko wtedy, gdy dla każdego {\displaystyle \mathbf {t} \in \mathbb {R} ^{n}}
{\displaystyle \mathbf {t} ^{\top }\xi _{k}{\xrightarrow[{k\to \infty }]{F}}\mathbf {t} ^{\top }\xi ,}
gdzie {\displaystyle \mathbf {t} ^{\top }} oznacza transpozycję wektora {\displaystyle \mathbf {t} \in \mathbb {R} ^{n}.}